# Gustine (Teksas)
Gustine je gradić u američkoj saveznoj državi Teksas. Prema popisu stanovništva iz 2010. u njemu je živjelo 476 stanovnika.